# Disney Channel
«Disney Channel» — телеканал кабельного телевидения, а также аналогового эфирного и спутникового, специализирующийся на телевизионных программах для детей, на основе оригинальных сериалов и фильмов. В последние годы канал становится популярен также среди взрослой аудитории, как правило, это подростки и молодые семьи. Disney Channel доступен в кабельных и спутниковых сетях, являющихся частью Disney Branded Television, подразделения Walt Disney Television. Офис телеканала расположен в городе Бербанк штата Калифорния.

## История Disney Channel в США

### Происхождение (1977—1983)
В 1977 году исполнительный директор Walt Disney Productions Джим Джимирро выдвинул идею создания сети кабельного телевидения, которая будет включать телевизионные и киноматериалы из студии. Так как компания сосредоточилась на развитии Epcot Center в Walt Disney World, председатель Disney Кард Уокер отклонил это предложение. Вместо этого они заключили сделку с HBO, чтобы показать несколько фильмов, мультфильмов и спецпредложений Диснея, в том числе спектакль «Белоснежка и семь гномов» в Radio City Music Hall. Тем не менее «Дисней» возродил идею в ноябре 1981 года, вступив в партнёрство со спутниковым подразделением Group W (которая примерно в то же время продала свою долю в 50 % в одном из ранних конкурентов The Disney Channel, Showtime, Viacom); тем не менее Group W в конечном итоге выйдет из запланированного совместного предприятия в сентябре того же года из-за разногласий по поводу творческого контроля канала и финансовых обязательств, которые потребовали бы от Group W пятидесятипроцентной доли затрат на запуск канала.
Несмотря на потерю Group W в качестве партнера, The Disney Channel продолжил свое развитие — теперь исключительно под надзором Walt Disney Productions и под руководством первого президента канала Алана Вагнера. Walt Disney Productions официально объявила о запуске своего телеканала. Disney позже инвестировала US $ 11 млн приобретения места на двух транспондеров Hughes Communications спутниковой Галактики 1, и потратила 20 миллионов долларов США на закупку и разработку программ. Для запуска The Disney Channel была выбрана концепция премиум-сервиса, ориентированного на семейную аудиторию.

### Премиальный канал и первые годы вещания (1983—1990)
The Disney Channel был запущен на национальном уровне в качестве премиального канала 18 апреля 1983 года в 7:00 по северо-американскому восточному времени. Первой программой, которая транслировалась на канале, была также его первая оригинальная программа, Доброе утро, Микки!, в которой представлены короткометражные мультфильмы Disney. В момент своего запуска программы The Disney Channel транслировалась в течение 16 часов каждый день с 7:00 до 23:00 по северо-американскому восточному и тихоокеанскому времени (в то время его конкуренты HBO, Cinemax, Showtime, The Movie Channel и Spotlight работали по 24-часовому графику программирования). К осени 1983 года канал был доступен более чем 532 000 подписчиков в США; это количество увеличится до 611 000 подписчиков в декабре того же года.
Для своих подписчиков канал предоставлял ежемесячный (а затем и раз в два месяца) журнал под названием «The Disney Channel Magazine», в котором, помимо телепрограммы канала, также размещались тематические сюжеты о будущих программах. Журнал «Disney Channel» прекратил публикацию в начале 1997 года и был заменен «За ушами».
В качестве премиального канала The Disney Channel часто проводил бесплатные предварительные просмотры продолжительностью от пяти дней до одной недели четыре раза в год, а также два периодических предварительных просмотра только в выходные дни (с рекламой, ориентированной на пользователей кабельного и спутникового телевидения, которые не были подписчиками канала); Это привело к тому, что The Disney Channel увеличил количество предварительных просмотров. В апреле 1984 года канал увеличил время вещания до 18 часов (с 7:00 до 1:00 по восточному и тихоокеанскому времени), добавив два часа к сетке вещания поздней ночи. 1 декабря 1986 года The Disney Channel начал круглосуточное вещание.

Логотип Disney Channel (1983—1997)

К сентябрю 1983 года The Disney Channel был доступен для кабельных провайдеров во всех 50 штатах США. В октябре 1983 года канал дебютировал в первом фильме, снятом для телевидения, «Город тигров», который получил премию CableACE. Первый «классический» мультипликационный фильм Диснея, который будет транслироваться на канале, «Алиса в стране чудес», был показан в сети в январе 1984 года. К январю 1985 года канала достиг 1,75 миллионов подписчиков, и тогда канал достиг рентабельности.
В августе 1989 года канал запустил серию сюжетов под названием The Disney Channel Salutes The American Teacher; Впоследствии канал начал транслировать награду American Teacher Awards в ноябре 1991 года. К январю 1990 года у The Disney Channel было около пяти миллионов подписчиков по всей стране. В мае того же года The Disney Channel выиграл свою первую премию «Эмми» за фильм «В поисках чудес».

### Zoog & Vault Disney (1997—2002)
В 1997 году Disney Channel принял обновленный вид и убрал «the» в названии сети, и разделился на три программных блока: Playhouse Disney (блок направленный на детей дошкольного возраста), Vault Disney (ночной блок, который показывал классическую анимацию Disney) и Zoog Disney (работал со второй половины дня до позднего вечера, был направлен на подростков до возраста 15 лет). Программы этого блока: Зажигай со Стивенсами, Лиззи Магуайер, Smart Guy, The Famous Jett Jackson, Чудеса.com, и т. д.).
Zoog Disney и Vault Disney не выжили изменения 2002 года.

### Возвращение Disney Channel (2002—2007)
В сентябре 2002 года Disney Channel был постепенно реконструирован ещё раз. Использование торговой марки Zoog было прекращено, хотя его веб-сайт существовал до 2003 года, когда он был объединен с сайтом Disney Channel. 16 сентября 2002 года вещание блока Vault Disney также было прекращено. Канал также прекратил производство драмы и реалити-шоу, заменив их на комедии реального времени и мультсериалы. Месяц спустя, Disney Channel представил свой новый логотип, который будет принят на международном уровне в мае 2003 года. После этих изменений, Disney Channel в 2009 году Playhouse Disney остался единственным из трех блоков, запущенных в 1997 году, продолжившим трансляцию, однако и он был переименован в Disney Junior в 2011 году. Тогда же Disney Channel запустил серию заставок, которые используются и поныне. Каждый персонаж (или актёр) представляется и говорит из каких они сериалов или фильмов. После этого они говорят: «Вы смотрите канал Disney» и рисуют логотип Disney Channel, с помощью светящейся палочки.
В 2003 году Disney Channel выпустил свой первый музыкальный фильм под названием «Cheetah Girls», он получил 84 млн зрителей по всему миру. Успех Cheetah Girls привел к созданию других музыкальных фильмов и сериалов, таких как оригинальный фильм «Классный мюзикл» и оригинальная комедия «Ханна Монтана» и ряд других. В 2005 году ситком That’s So Raven стал самым рейтинговым в сети, а также стал первым Disney Channel Original Series, перешагнувшим предел в 65 эпизодов; в конце-концов, он достигнет 100 эпизодов, став самым продолжительным сериалом канала и первым, получившим спин-офф (Cory in the House, который был отменен в середине своего второго сезона). «Всё тип-топ, или Жизнь Зака и Коди» также дебютировал в 2005 году, став хитом канала. В 2006 году состоялся дебют оригинального фильма «Классный мюзикл», в том же году состоялся дебют сериала «Ханна Монтана», звездой которого стали популярный кантри-певец 90-х Билли Рей Сайрус и его дочь Майли Сайрус. 28 июля того же года канал показал свой первый кроссовер — That’s So Suite Life of Hannah Montana (с участием «That’s So Raven», «Всё тип-топ, или жизнь Зака и Коди» и «Ханна Монтана»).

### Disney Channel сегодня (2007—настоящее время)
Playhouse Disney был заменён на Disney Junior 14 февраля 2011 года.

### Программная сетка канала в США
Программную сетку в США в основном составляют игровые сериалы (ситуационные комедии), созданные специально для Disney Channel. В последнее время (2017—2019 гг.) всё чаще стала появляться мультипликация, например «Звёздная принцесса и силы зла» (начиная с четвёртого сезона, сериал перешёл на Disney Channel с Disney XD), «Амфибия» или «Рапунцель: новая история» (оба были представлены на Disney Channel).

#### Игровые сериалы
- Джесси
- Джесси: Летний лагерь
- Волшебники из Вэйверли Плэйс
- Девочка изучает мир (Истории Райли)
- Ханна Монтана
- Всё тип-топ, или Жизнь Зака и Коди
- Всё тип-топ, или Жизнь на борту
- Держись, Чарли!
- Застрять в середине (Жизнь Харли)
- Дом Рэйвен
- Такая Рейвен
- Остин и Элли
- Я Луна
- Лив и Мэдди
- Танцевальная лихорадка
- Виолетта
- Лиззи Магуайер
- Собака точка ком
- Высший класс
- Дайте Санни шанс
- К. С. под прикрытием
- Пейдж и Фрэнки
- В ударе
- Габби Дюран няня инопланетян
- Энди Мак

#### Анимационные сериалы
- Рапунцель: Новая история/Рапунцель: История продолжается
- Финес и Ферб
- Утиные истории (2017)
- Город героев: Новая история
- Хранитель Лев
- Семейка Грин в городе
- Закон Мёрфи
- Звёздные войны: Сопротивление
- Рыбология
- Амфибия
- Рассол и Арахис

#### Игровые сериалы канала Disney XD, транслировавшиеся на Disney Channel в США
- Подопытные (англ. Lab Rats)
- Могучие Медики (англ. Mighty Med)
- Подопытные: Элитный Отряд

## Логотип и оформление
В 2010—2011 гг. Disney Channel в США и Европе обновил оформление и логотип, теперь он обрамлён рамкой, что напоминает зрителям о существовании приложения Disney Channel для смартфонов. Логотип и оформление в России оставались прежними до 2014 года, но они использовались в некоторых анонсах.
В 2014 году Disney Channel провёл всемирный ребрендинг, в связи с чем на всех версиях канала полностью сменился логотип и оформление анонсов.
В 2017 году в большинстве стран (в том числе и в США) вновь было обновлено оформление, логотип канала остался прежней формы, но стал плоским и двухцветным. В Великобритании и ряде других Европейских стран, а также в Африке появилось собственное, единое оформление, отличное от нового оформления в Америке, Австралии и Азии. В России осенью 2018 года также сменилось оформление, однако оно полностью отличалось от того же в США или Европе. Некоторые региональные версии Disney Channel до сих пор полностью или частично сохранили оформление 2014 года, например Disney Channel в Индии или в Украине на телеканале ПлюсПлюс.

Зимой 2018—2019 годов Disney Channel в США (а также в конце июля 2019 в Латинской Америке) представил новый дизайн логотипа и новое оформление. Теперь фоновый цвет логотипа — тёмно-синий или тёмно-фиолетовый, а сами буквы плавно переходят от белого к голубому или светло-серому цвету.

Всемирный логотип до 2014 года
Всемирный логотип с 2014 года
Логотип в Европе и Африке с 2017 года
Логотип в США (с декабря 2018) и Латинской Америке (с июля 2019)
Логотип в США с 2024

## Disney Channel в России
Вещал на территории России с 10 августа 2010 года по 14 декабря 2022 года.

## История Disney Channel на Украине

### В виде отдельного телеканала
Disney Channel Ukraine начал вещание 15 октября 2010.
Украинская версия Disney Channel базировалась на центрально-восточной европейской версии канала, для которой добавили украинскую звуковую дорожку (содержащую как украиноязычную, так и русскоязычную озвучку контента). 1 января 2013 года Disney Channel Ukraine прекратил вещание.

### В виде программных блоков на других каналах
Продукция Disney демонстрировалась как отдельный телевизионный блок на каналах «1+1», «Интер», «Новый канал», «ICTV» c 1996 года. 25 декабря 2012 года на телеканале «ПлюсПлюс» появился блок «Disney Channel», в котором выборочно демонстрировались некоторые программы производства телеканалов «Disney Channel», «Disney Junior» и «Disney XD».
С 1 января 2019 года на канале НЛО TV в утреннем эфире транслировался блок «Disney Club» с мультсериалами «Аладдин», «Утиные истории» и «Чип и Дейл спешат на помощь» в украинском дубляже. В дальнейшем блок пополнился такими мультсериалами, как «Звёздные войны: Повстанцы», «Звёздные войны: Сопротивление», «Человек-паук», «Стражи Галактики», «Мстители: Величайшие герои Земли» и «Чёрный плащ».
В июле 2022 года телеканал НЛО TV прекратил вещание, в результате чего программный блок «Disney» для Украины фактически прекратил своё существование.

## DisneyNOW
DisneyNOW — мобильный сервис, объединяющий в себе почти все игровые и мультипликационные сериалы каналов Disney Channel, Disney XD, Disney Junior и некоторые проекты Jetix, а также Оригинальное Кино Канала Disney. Помимо просмотра сериалов, предоставляет возможность просмотра прямого эфира Каналов Disney Channel, Disney XD и Disney Junior. Сервис был запущен как единая замена отдельных приложений вышеупомянутых каналов. Сервис доступен в США на английском языке.